# 霍登卡战役
霍登卡战役（俄语：Бои на Ходынке）是人們對1608年至1609年當時駐扎在图希诺营地的偽德米特里二世的部队与俄羅斯沙皇國政府军在霍登卡河上進行的三次戰鬥的統稱。